# Teplička (Eslováquia)
Teplička é um município da Eslováquia, situado no distrito de Spišská Nová Ves, na região de Košice. Tem 7,74 km² de área e sua população em 2018 foi estimada em 1.154 habitantes.

## Demografia
| Ano:        | 1994 | 2004   | 2014   | 2024   |
| ----------- | ---- | ------ | ------ | ------ |
| Broj ljudi: | 1050 | 1116   | 1155   | 1123   |
| Razlika:    |      | +6,28% | +3,49% | -2,77% |

| Ano:               | 2023 | 2024   |
| ------------------ | ---- | ------ |
| Número de pessoas: | 1139 | 1123   |
| Diferença:         |      | -1,40% |